# 语法手段
语法手段是对具有共同特点的语法形式的概括。各种语言的语法形式虽然各种各样，但是归纳成语法手段则主要有词序、虚词、附加法、内部屈折、重叠、异根法、重音、语调几种。

## 分析性语法手段

### 词序
词序就是在句子中用先后次序来表达语法意义的手段。例如“我爱你”和“你爱我”这两句话的主语和宾语就是完全依靠词序来确定的。
不同的语言词序也不相同。例如汉语大多是“主-谓-宾”结构，而日语则是“主-宾-谓”结构。

### 虚词
虚词本身没有意义，他只表示语法意义。各种语言中都有虚词，例如冠词，介词（前置词和后置词）、连词、助词、语气词等。

### 语调
语调就是一句话中语音的抑扬顿挫。不同的语调可以表示不同的语法意义。例如：
- 老师来了。（陈述语气）
- 老师来了？（疑问语气）
- 老师来了！（感叹语气）

## 综合性语法手段

### 附加法
在一个词上增加或者变换词缀来表示词的不同意义就是附加法。
加在前面的是前缀，例如написать（俄语，写的完成体）；加在后面的是后缀，例如reading（英语，读的现在分词）。
在有变格或者变位的词中，变换词缀可以表示不同的语法关系。例如：
- газета - 主格
- газеты - 所有格
- газете - 与格
- газету - 宾格
- газетой - 造格
- газете - 前置格

注：газета是俄语报纸的意思。

### 内部屈折
内部屈折就是用词根内部的语音变化来构成一个词的词形变化。例如
- 英语
  - foot(脚，单数)
  - feet（脚，复数）

- 意大利语
  - figlo（儿子，阳性）
  - figla（女儿，阴性）

### 重叠
重叠就是整个词或者词根重复出现来表示语法意义。例如：
- 汉语
  - 说说
  - 高高兴兴

- 拉丁语
  - quis(谁)
  - quis quis（无论谁）

- 英语
  - long（长）
  - long long ago（很久以前）

### 异根法
异根法就是用不同词根来表示同一个词汇意义的不同语法意义。例如
- 英语
  - I（主格），me（宾格）
  - good （好），better（好的比较级）

- 法语
  - je（主格），me（宾格）

### 重音
重音就是几个相连的音节中发音突出的音节，它可以是在句子中，也可以是在单词中。一个词的重音不同可以表示不同的语法意义。例如：
- руки́（俄语，手，单数，属格），ру́ки（复数，主格）